# Guts Ishimatsu
Guts Ishimatsu, de son vrai nom Yuji Suzuki, est un boxeur et acteur japonais né le 5 juin 1949 à Kanuma.

## Carrière
Passé professionnel en 1966, il devient champion d'Asie des poids légers OPBF en 1972 puis champion du monde WBC de la catégorie le 11 avril 1974 après sa victoire par KO au 8e round contre le mexicain Rodolfo Gonzalez. Ishimatsu conserve sa ceinture aux dépens d'Arturo Pineda, Ken Buchanan et Alvaro Rojas puis perd face à Esteban De Jesus le 8 mai 1976. Il met un terme à sa carrière en 1978 sur un bilan de 31 victoires, 14 défaites et 6 matchs nuls.

## Filmographie sélective

### Comme acteur
- 1987 : Shinran ou la voix immaculée (親鸞 白い道, Shinran: Shiroi michi?) de Rentarō Mikuni : Atota
- 1989 : Black Rain de Ridley Scott : Katayama

### Comme réalisateur
- 1990 : Kanbakku (カンバック?)